# غاري هوغن
غاري هوغن (بالنرويجية البوكمول: Gary Hogan)‏ (5 يناير 1983 بدبلن في جمهورية أيرلندا - ) هو لاعب كرة قدم نرويجي في مركز حراسة المرمى. لعب مع نادي ساندفيورد ونادي شايد وUllern IF ‏ وHamarkameratene ‏ وDublin City F.C. ‏ وNybergsund IL-Trysil ‏ وساتون يونايتد وSteinkjer FK ‏ وAlta IF ‏ وJK Tallinna Kalev ‏.

## وصلات خارجية
- غاري هوغن على موقع قاعدة بيانات كرة القدم.إي يو (الإنجليزية)